# Йостен, Астрид
Астрид Мария Бернадетт Йостен (нидерл. Astrid Maria Bernadette Joosten, род. 22 марта 1958, Бевервейк, Северная Голландия) — нидерландская телеведущая. Она известна программой Jongbloed en Joosten и викториной Twee voor Twaalf. Она также снялась в фильме 2005 года «За кадром».

## Личная жизнь
Йостен была замужем за голландским телепродюсером Виллемом Эннисом до его смерти от рака.

## Телевидение
Йостен представила ряд программ на нидерландском телевидении с 1988 года, в том числе Jongbloed en Joosten, In het Nieuws, Gala Toon 75, De Show van Je Leven, De Verleiding, Twee voor Twaalf и Kanniewaarzijn.

## Награды
В апреле 2017 года Йостен была удостоена звания кавалера Ордена Оранских-Нассау за обширную работу на нидерландском телевидении в течение последних 25 лет и её вклад в различные благотворительные организации.